# Prostomium

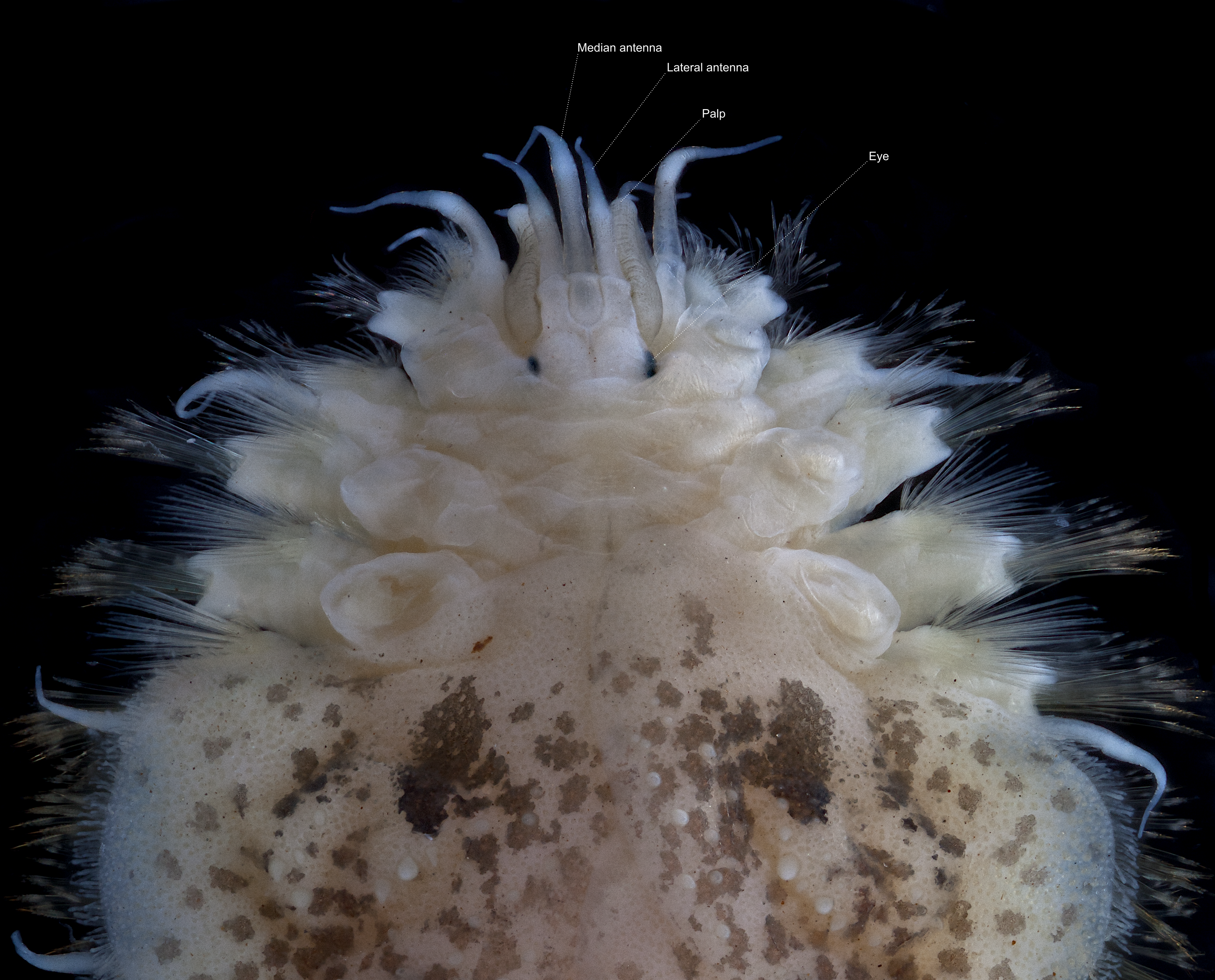
Augenerilepidonotus dictyolepis-Exemplar des Victoria Museums, das das Prostomium mit seinen beschrifteten Strukturen zeigt

Das Prostomium (altgriechisch πρό pró ‚vor‘ und στόμα stóma ‚Mund‘), auch Acron oder Kopflappen genannt, ist die Bezeichnung für die Körperspitze der Ringelwürmer (Annelida). Bei Krebstieren und anderen Gliederfüßern ist außerdem die Bezeichnung Acron für die Körperspitze gebräuchlich, da man beide Taxa klassisch als Gliedertiere zusammenfasste und das Prostomium bzw. Acron für homolog hielt.
Der Körper der Ringelwürmer ist überwiegend aus, im Grundbauplan untereinander gleichartigen, Segmenten aufgebaut (die namengebenden „Ringel“ der „Ringel“würmer). Dies gilt aber nicht für das Vorder- und das Hinterende des Tieres, die nicht segmental sind. Die präsegmentale Region wird aus den vorderen Körperabschnitten der typischen Larvenform der Anneliden, der Trochophora, gebildet. Sie besteht aus zwei Abschnitten. Das Vorderende, das die Mundöffnung umgibt, die Episphäre, wird zum Prostomium des ausgewachsenen oder adulten Tiers, die dahinter liegende Buccalregion mit dem Wimpernkranz (Prototroch) bildet den zweiten, gleichfalls nicht segmentalen Abschnitt, der Peristomium genannt wird. Die Körpersegmente entstehen in einer Segmentbildungszone unmittelbar vor dem, ebenfalls nicht-segmentalen, Hinterende des Körpers, dem Pygidium, dessen Entsprechung bei den Arthropoden als Telson bezeichnet wird.
Das Prostomium der Ringelwürmer ist bei vielen Ringelwürmern, so fast allen Wenigborstern oder Oligochaeten oft nur ein unscheinbarer, lappenförmiger Anhang vor dem ersten Segment (dem ersten „Ring“), der häufig die Mundöffnung verdeckt und bei der Nahrungsaufnahme wie eine Art Lippe verwendet werden kann. Bei vielen Vielborstern (Polychaeta) bilden Prostomium und Peristomium aber eine klar erkennbare Kopfregion (Cephalisation). Das Prostomium enthält dabei den vorderen Abschnitt des Gehirns, und außerdem bei vielen Arten Sinnesorgane wie Augen, Chemorezeptoren, Antennen und andere Tastorgane. Die Gestalt des Prostomiums ist dabei vielfach abgewandelt, es kann von halbkugelig, konisch, t-förmig geformt sein, manchmal ist es zu elliptischen, nach hinten ragenden Lappen oder zu einem die Mundöffnung umgebenden Kranz von Zirren oder Tentakeln abgewandelt und dann kaum noch als eigenständiger Körperabschnitt erkennbar. Bei einigen Gruppen ist es durch eine Quernaht scheinbar zweigeteilt. Das Prostomium kann mit dem Peristomium verschmolzen sein. Oft ist aber ein Peristomium als abgesetzter, eigenständiger Körperabschnitt zwischen dem Prostomium und dem ersten echten Segment eingeschaltet.
Bei denjenigen Ringelwürmern, die Augen oder Antennen tragen, sind diese immer auf dem Prostomium lokalisiert, je nach Gruppe kommen unterschiedlich viele, bis zu drei, Antennen vor. Die Mundöffnung umgebende Zirren und Palpen können sowohl auf dem Prostomium wie auch auf dem Peristomium sitzen. Bei einigen Gruppen der Polychaeten ist auch das erste, oder die ersten, Körpersegmente anders gestaltet als die folgenden und tragen Anhänge, die im Dienst der Nahrungsaufnahme stehen.